# Josef František Smetana

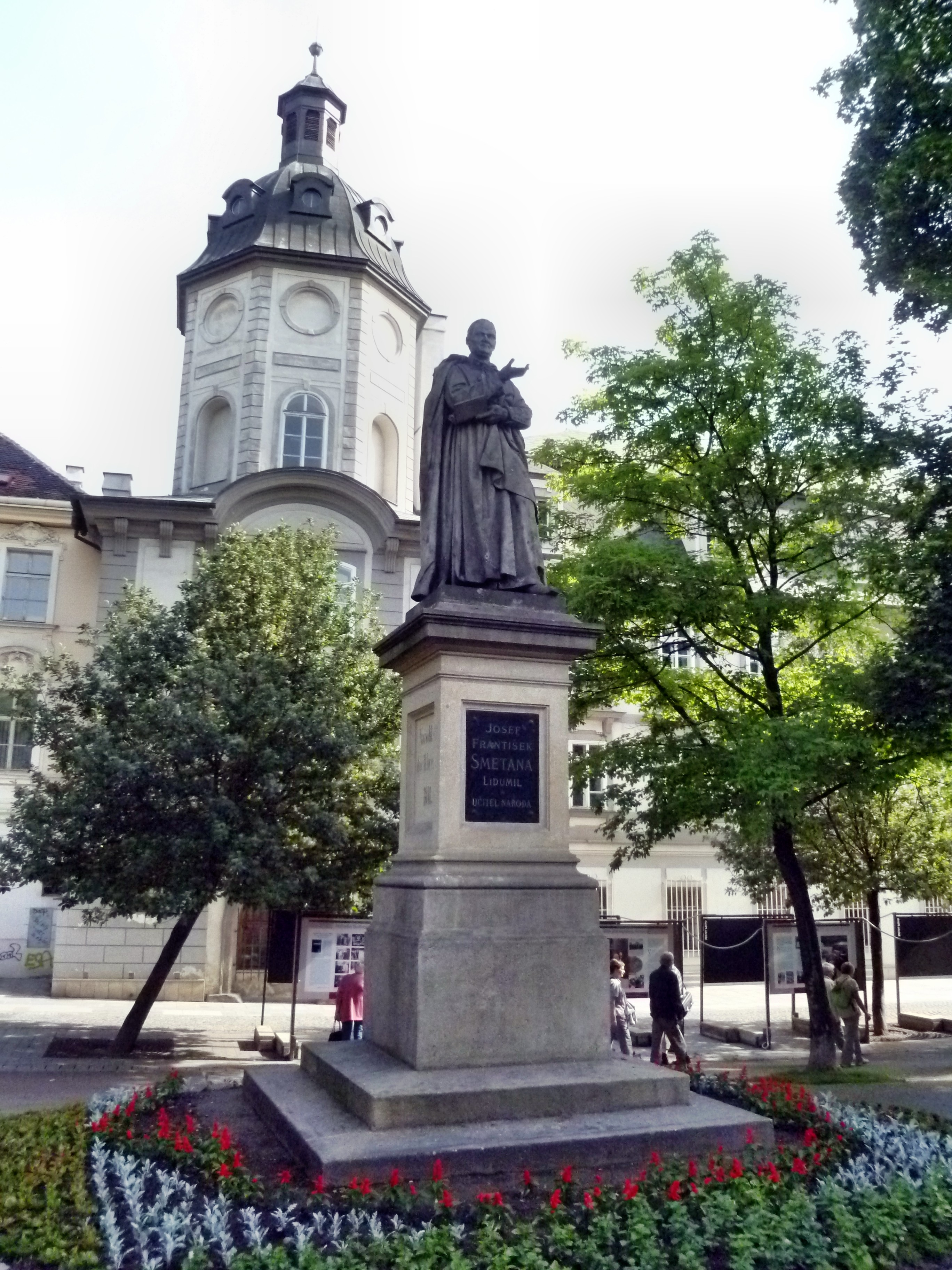
Pomník Josefa Františka Smetany v Plzni

Josef František Smetana, křtěný František (24. březen 1801, Svinišťany – 18. února 1861, Plzeň) byl přírodopisec, historik, člen premonstrátského kláštera Teplá, doktor filozofie, profesor plzeňského gymnázia (po Josefu Vojtěchu Sedláčkovi). Byl starším bratrancem Bedřicha Smetany, který ho oslovoval „strýčku“. Josef František Smetana byl autorem první česky psané knihy o astronomii a popularizátorem astronomie v době národního obrození. Stal se klíčovou osobností politického, kulturního i vědeckého života českého národního obrození v Plzni.

## Život
Na gymnáziu v Hradci Králové ho učil Václav Kliment Klicpera. Na univerzitě se seznámil s Josefem Jungmannem. V roce 1823 vstoupil v Teplé do premonstrátského řádu, v roce 1826 dokončil studia a byl vysvěcen na kněze. V letech 1829–1831 byl kaplanem v Úterý, poté vyučoval na gymnáziu v Plzni. Zabýval se přírodopisem a astronomií. Na rozdíl od Josefa Jungmanna či Josefa Kajetána Tyla zůstal jeho přínos z doby národního obrození i jeho silné vlastenecké cítění téměř zapomenuto. Je následovník Komenského a předchůdce Masaryka v názorech.Pracoval jako úředník. Chápal český národ jako určitou hodnotu. Byl to takový „katolický disident“. Vatikán a papežství se mu jevily jako určitá překážka národních snah. Byl především Čech, pak katolík a nakonec možná Rakušan. Z politických i zdravotních důvodů se ale ocitnul v izolaci, kterou těžce snášel. Podobně jako Karel Havlíček Borovský v Brixenu. Patří k těm, kdo prosazovali novou českou vědeckou terminologii. V době, kdy žil, tato terminologie nebyla ještě ustálená, proto jsou v názvech Smetanovy první české učebnici astronomie Základowé Hvězdoslowj čili ASTRONOMIE, ale i v názvu učebnice fyziky SILOZPYT čili FYSIKA obojí výrazy.  V Základech Hvězdoslowj tak Smetana používal některé výrazy utvořené staršími obrozenci ve 20. letech 19. století, například slovo bludice jako ekvivalent pro planetu (od řeckého "planasthai" - "bloudím") či wlasatice pro kometu (řecké "kométes" - "vlasatý"). V odborném názvosloví se ani bludice ani vlasatice neudržely, ale v básnickém jazyce se s nimi můžeme setkat, byť zřídka, dodnes. Pro planety užíval staročeské či humanistické názvy jako Hladolet, Nebešťanka či Kralomoc vedle latinských Saturn, Venuše či Jupiter. Další Smetanovou zásluhou je, že můžeme psát v českém jazyce o paleobotanice: tím, že Josef František Smetana napsal první článek o zkamenělých dřevech česky, se rok 1853 stal počátkem této vědní disciplíny v češtině.
Josef František Smetana napsal v Plzni první knihu o astronomii v českém jazyce. Zasloužil se tím nejen o popularizaci astronomie v té době, ale také o rozvoj českého astronomického názvosloví. Ve své knize použil hodně nových českých výrazů z astronomie, pro které se před národním obrozením používaly jen výrazy latinské či německé. Tak například v textu kapitoly o drahách planet z jeho knihy Základowé Hvězdoslowj čili ASTRONOMIE vydané v roce 1837 můžeme číst: „Dle věčně znamenitých zákonů těchto Keplerových řídí se všechny planety i komety v běhu koloslunečním. Všecky opisují schodnice, v jejichž ohnisku jednom Slunce stojí polohou, velikostí i podobou mezi sebou rozdílné.“ Zde používá pro elipsu výraz schodnice (od "scházet" ve smyslu "chybět. nedostávat se", ze starořeckého "elleipein" - "odstranit, vypustit, chybět"). V kapitole věnované bludicím (= planetám) v části nazvané „Družice Kralomocovy“ (= Jupiterovy) dále píše: „Jako Země jeden, má Jupiter čtyři měsíce neb družice, které, jako luna okolo Země, okolo pána svého se otáčejí a stínem jeho se zatmívají. Zatmění tato, často ze Země se spatřují nejen k určení drah družic těchto ale i k ustanovení délky zeměpisné velmi schopná jsou, zvláště pak tím znamenitá jsou, že nás rychlost světla změřiti naučila. Vyzkoumal totiž výtečný hvězdoslovec Römer, že zatmění družic Jupiterových v protisluní jeho o 8 minut 7 a 1/3  sekund dříve, v sousluní pak o ten samý čas později nastávají a se skončují, než se to ve čtvercích stává, kterýžto úkaz jinak vysvětliti se nedá, než tím, že světlo nějaký čas ku rozptýlení svému potřebuje, že tedy z větší dálky později a z menší dříve do oka našeho přicházejí.“ Zde pak používá výrazy protisluní a sousluní, které byly později nahrazeny podobnými českými výrazy přísluní a odsluní. Podobným vývojovým procesem prošel i výraz hvězdoslovec, který byl později nahrazen výrazem hvězdář.
V Plzni Josef František Smetana založil veřejnou českojazyčnou knihovnu. V roce 1848 se angažoval v politice (byl starostou „Lípy Slovanské“ v Plzni) a měl v důsledku toho vleklé potíže s rakouskými úřady. Je pohřben na Mikulášském hřbitově v Plzni.

## Bibliografie

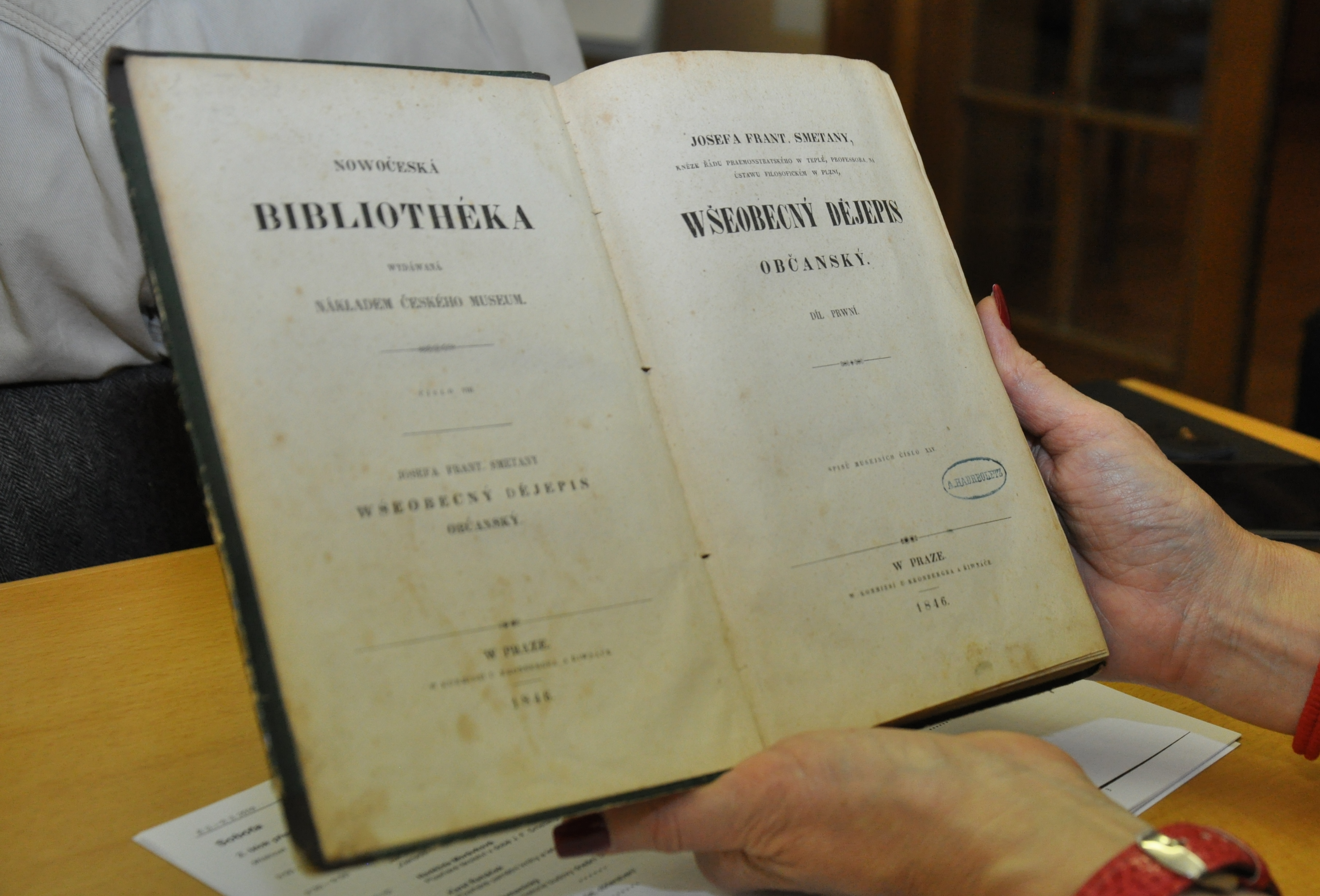
Josef František Smetana - Všeobecný dějepis občanský, díl první, vyd. 1846 v Praze

### Za života
- 1834 – Obraz starého světa, to jest všeobecná politická historie prvního věku
- 1835 – Zdali je osvěta lidu obecného nebezpečná církvi a státu?
- 1837 – Základowé Hvězdoslowj čili ASTRONOMIE
- 1842 – Silozpyt čili fysika
- 1843 – Slovo o vychování mládeže české
- 1846 – Všeobecný dějepis občanský (3 svazky)

### Posmrtně
- 1905 – Básně
- 1919 – Pomněnky (básně)